# Nokturn
Eine Nokturn (von lateinisch nocturnus „nächtens“) ist ein Teil der nächtlichen bzw. frühmorgendlichen Gebetshore der Kirche, der Matutin, auch als Vigilien bezeichnet. Die Nokturnen bilden einen der ältesten und umfangreichsten Teile des christlichen klösterlichen Stundengebets. Die genaue Abfolge der Gesänge wurde Mitte des 6. Jahrhunderts durch Benedikt von Nursia schriftlich fixiert und besitzt bis heute Gültigkeit.
Vor der ersten Nokturn steht ein kurzer einleitender Gesang, das Invitatorium, verbunden mit dem Psalm 95 („Kommt, lasst uns jubeln vor dem Herrn und zujauchzen dem Fels unseres Heiles“). Nach einem dem Direktorium entsprechenden Hymnus folgen drei Psalmen mit den zugehörigen Antiphonen und längeren Lesungen aus der Heiligen Schrift und den Kirchenvätern mit anschließenden Responsorien. Nach der dritten Nokturn wird an Sonn- und Feiertagen das Te Deum gesungen.

## Geschichte
Schon seit dem 1. Jahrhundert kommen Christen regelmäßig zusammen, um zum gemeinsamen Gebet Hymnen und Psalmen in der Tradition des Alten Testaments zu singen. Zur Zeit der Christenverfolgung können ihre Zusammenkünfte nur in der Nacht zum Sonntag stattfinden. Nach der offiziellen Anerkennung des christlichen Glaubens durch Kaiser Konstantin den Großen im 4. Jahrhundert wurden die „Vigilien“ genannten Nachtwachen täglich gefeiert.